# Dauwpark

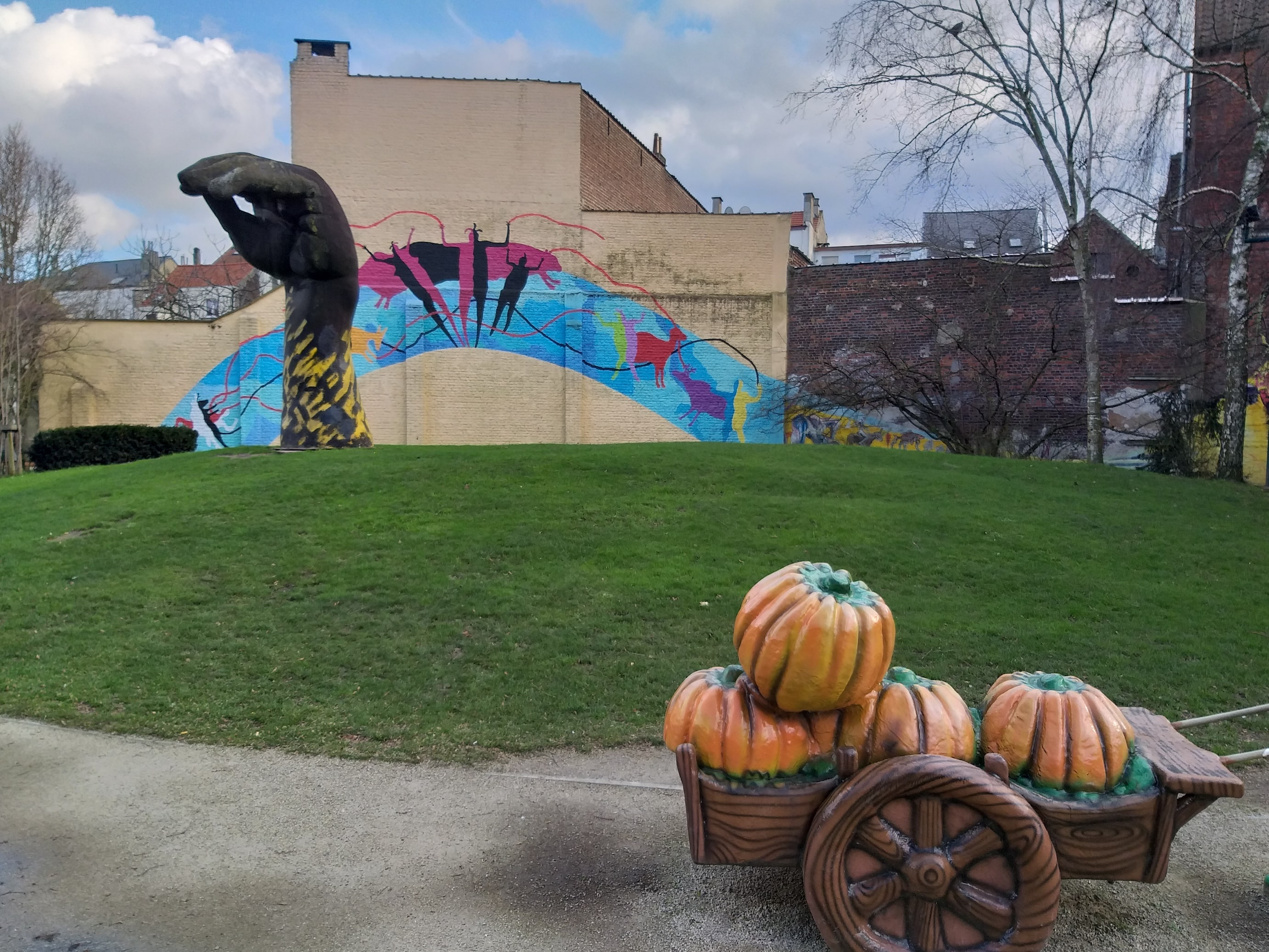
Muurschildering "de slang van de Zenne". Het beeldhouwwerk (🤚) stelt de kop van de slang voor.

Het Dauwpark (Frans: Parc de la Rosée) is een park in de wijk Kuregem, gemeente Anderlecht, Brussel. Het park is aangelegd op een voormalig sportterrein dat in 1997 een nieuwe sociale bestemming kreeg. 
Een relatief grote muurschildering prijkt op een van de muren langs het park, ze kreeg de bijnaam “de slang van de Zenne”. Het kunstwerk werd deels gerealiseerd door kunstenaars en kinderen uit de buurt. De realisatie van de fresco stond in schril contrast met de stalen hekwerken, die aan de kant van de gebouwen werden geplaatst. Deze hekken herinneren aan de repressieve aanpak van de politie tijdens de rellen die hier vanaf november 1997 tot begin 1998 plaatsvonden. 

## Rellen van Kuregem
Kuregem is een multiculturele wijk met een hoge werkloosheid en lage schoolopkomst. De mensen van de wijk leven in weinig comfortabele woningen en de wijk werd grotendeels verwaarloosd door het gemeentebestuur. De bevolking van de wijk, voornamelijk van Marokkaanse origine, had tot 2006 voor het grootste deel geen stemrecht.
Op 7 november 1997 braken in Kuregem zware rellen uit. Op die dag doodde de politie Kuregemenaar Saïd Charki, wat zorgde voor onrust in de wijk. Jongeren van Kuregem en andere delen van Brussel drukten hun ongenoegen uit tegenover de politie van Brussel en riepen op tot actie tegen racisme en politiegeweld. De rellen rond het Dauwpark duurden dagen. Om de boze jeugd weg te houden, sloot de politie het park af met metalen hekken. Bij de rellen raakten sommigen gewond, waarbij opnieuw sprake zou zijn geweest van politiegeweld. Toen de rust terugkeerde, werden de metalen hekken afgebroken. In 2022 staat nog een paar meter hekwerken overeind, ze staan bekend onder de naam: "de muur van Kuregem".